# 3-异丙基苹果酸脱氢酶
3-异丙基苹果酸脱氢酶（英語：3-isopropylmalate dehydrogenase，EC 1.1.1.85（页面存档备份，存于））是一种以NAD+或NADP+为受体、作用于供体CH-OH基团上的氧化还原酶。这种酶能催化以下酶促反应：
(2R,3S)-3-异丙基苹果酸 + NAD+ ⇌ 4-甲基-2-氧代戊酸 + CO2 + NADH + H+
此反应实际上由两步组成：
(2R,3S)-3-异丙基苹果酸 + NAD+ ⇌ (2S)-2-异丙基-3-氧代琥珀酸 + NADH + H+
(2S)-2-异丙基-3-氧代琥珀酸 ⇌ 4-甲基-2-氧代戊酸 + CO2
亦即上述第一步反应的产物可通过第二步反应自发脱羧产生4-甲基-2-氧代戊酸。